# مهرداد اردشی
مهرداد اردشی (زادهٔ ۱۱ دی ماه ۱۳۵۷ شهر تهران) استاد بین‌المللی و مربی ارشد فدراسیون جهانی شطرنج اهل ایران است.
وی رشته شطرنج را از نوجوانی آغاز و به سرعت توانست مراحل ترقی در آن را طی کند و پس از کسب عناوین برتر در کشور، به عضویت تیم ملی ایران در آید.   

## فعالیت حرفه ایی
اردشی سرمربی تیم ملی نوجوانان ایران،  کسب مقام سوم تیمی مسابقات شطرنج قهرمانی جوانان جهان که به صورت آنلاین در سال ۲۰۲۰ برگزار شد، رئیس کمیته آموزش فدراسیون شطرنج،  سابقه عضویت در تیم ملی، حضور در مسابقات المپیاد جهانی که آخرین سالی که کاسپاروف حضور داشته است، قهرمان مسابقات انتخابی غرب آسیا، نفر اول مشترک مسابقات بین‌المللی دهه فجر، دو سال قهرمان لیگ برتر ایران به همراه تیمهای بهمن و راه آهن، ۴ سال قهرمان انفرادی لیگ برتر ایران، ۴ بار قهرمانی در مسابقات بزرگسالان استان تهران، دو بار قهرمان مسابقات آزاد داخلی از قبیل جام رمضان،جام خرمشهر،اوپن لاهیجان،اوپن لنگرود، و... 